# القمة العربية 2005 (الجزائر)
القمة العربية 2005 مؤتمر قمة الجزائر- 2005 عقدت يومي 22 و23 مارس 2005، وكانت أول قمة عربية تعقد بعد وفاة الرئيس الفلسطيني ياسر عرفات، كما جاءت بعد جريمة اغتيال رئيس وزراء لبنان رفيق الحريري.
جدد القادة الالتزام بمبادرة السلام العربية باعتبارها المشروع العربي لتحقيق السلام العادل والشامل والدائم في المنطقة، مؤكدين أن عملية السلام كُل لا يتجزأ وتقوم على أساس الشرعية الدولية وقرارات الأمم المتحدة ذات الصلة، ولاسيما القرارين 242 و 338 ومبدأ الأرض مقابل السلام ومرجعية مؤتمر مدريد. وبشأن العراق أكد القادة مجدداً على احترام وحدة وسيادة العراق واستقلاله وعدم التدخل في شؤونه الداخلية. وحول السودان رحبوا بتوقيع اتفاق السلام الشامل بين الحكومة السودانية والحركة الشعبية لتحرير السودان في 9/1/2005، بالعاصمة الكينية نيروبي، لكنهم أعربوا عن بالغ القلق إزاء تطورات الأوضاع في إقليم دارفور.

## نص إعلان الجزائر في ختام القمة العربية السابعة عشرة
نحن قادة الدول العربية المجتمعون كمجلس جامعة الدول العربية على مستوى القمة في دورته العادية السابعة عشرة بالجزائر العاصمة الجمهورية الجزائرية الديمقراطية الشعبية يومي 12 و13 صفر 1426 هجرية الموافق ليومي 22 و23 مارس/آذار 2005 م.
تخليدا للذكرى الستين لتأسيس جامعة الدول العربية وتعظيما للإنجازات التي تحققت في إطارها وتمسكا بمبادئ وأحكام ميثاقها ومواصلة العمل على تحقيق أهدافها وتوسيع مهامها وتعزيز دورها.
والتزاما منا بالقيم الإنسانية السامية التي كرسها ميثاق منظمة الأمم المتحدة وأحكام الشرعية الدولية.
وسعيا منا لتعزيز التضامن العربي وتمسكا بالروابط القومية وأواصر الأخوة التي تجمع أبناء الأمة العربية ووحدة الهدف بين شعوبها.
وانطلاقا من مسؤولياتنا العربية في الارتقاء بالعلاقات العربية وتمتين أواصرها وترسيخ أسسها بما يدعم الأهداف العليا للأمة ويحقق تطلعات شعوبها ويحفظ أمنها القومي ويصون كرامتها وعزتها.
وتأكيدا على مركزية قضية فلسطين وضرورة استعادة الحقوق العربية وإقامة السلام العادل والشامل في المنطقة.
وتجسيدا لإرادتنا المشتركة على تطوير منظومة العمل العربي المشترك، وبعد أن قمنا بتقييم شامل للوضع العربي العام والظروف المحيطة به وللعلاقات العربية وما يواجه أوطاننا وأمتنا من تحديات تحمل في طياتها العديد من المخاطر التي ينبغي أن نعمل جميعا على درء أخطارها بعمل جماعي ناجع وإرادة مشتركة فاعلة نعلن:
- تمسكنا بالتضامن العربي ممارسة ومنهجا بما يكفل صون الأمن القومي العربي واحترام سلامة كل دولة عربية وسيادتها وحقها في الدفاع عن مواردها ومقدراتها وحقوقها ومنع التدخل في شؤونها الداخلية أو استخدام القوة أو التلويح بها.
- مواصلة الجهود الرامية إلى تطوير وتحديث جامعة الدول العربية وتفعيل آلياتها لمسايرة التطورات العالمية المتسارعة ومواصلة بناء مجتمع عربي متكامل في موارده وقدراته وتحقيق التنمية الشاملة المستدامة وتمكين الجامعة العربية وكافة مؤسساتها وأجهزتها من تطوير أساليب عملها والارتقاء بأدائها والاضطلاع بمتطلبات الشعوب العربية وتطلعها إلى مزيد من تشابك المصالح بينها ومواكبة المستجدات على الساحتين العربية والدولية.
- تثمين ما أنجزناه من خطوات في إطار إصلاح منظومتنا العربية والمتمثلة في إنشاء برلمان عربي انتقالي وهيئة لمتابعة تنفيذ القرارات وتعديل قواعد اتخاذ القرارات ونظام التصويت وتمكين المجتمع المدني من المشاركة في نشاطات الجامعة العربية ومؤسساتها والمصادقة على وثيقة «إستراتيجية للأسرة العربية» وإنشاء قمر صناعي عربي علمي لمراقبة كوكب الأرض من النواحي البيئية ورصد الكوارث الطبيعية ومواصلة عملية الإصلاح بشكل متدرج لمنظومة العمل العربي المشترك ومنهجية عملها.
- مواصلة مسيرة التطوير والتحديث في الوطن العربي تعزيزا للممارسة الديمقراطية وتوسيعا للمشاركة السياسية وترسيخا لقيم المواطنة والثقافة الديمقراطية وترقية حقوق الإنسان وفسح المجال للمجتمع المدني وتمكين المرأة من لعب دور بارز في كافة مجالات الحياة العامة.
- تأكيد سعينا لتحقيق التكامل العربي من خلال تفعيل آليات العمل العربي المشترك وتنفيذ المشروعات المشتركة في المجال الاقتصادي خاصة منطقة التجارة الحرة العربية الكبرى وتنمية الشراكة والاستثمار بما يعزز الاقتصادات والتجارة العربية وجعلها قادرة على مواجهة الاختلالات القائمة في نظم التجارة الدولية.
- إطلاق مبادرات وإستراتيجيات وخطط عمل تهدف إلى تحقيق المساواة وتعزيز الوعي بالمبادئ والقيم العربية الإسلامية التي تكفل حقوق المرأة ودورها في المجتمع وسن التشريعات اللازمة لحمايتها ورفض كل أشكال التمييز ضدها وضمان مشاركتها في صنع القرار على قدم المساواة مع الرجل في كافة الأنشطة الاجتماعية والسياسية والاقتصادية.
- التأكيد مجددا على التمسك بالسلام العادل والشامل في منطقة الشرق الأوسط كخيار إستراتيجي لحل الصراع العربي الإسرائيلي، مؤكدين في هذا السياق على المبادرة العربية للسلام التي أقرتها القمة العربية في بيروت عام 2002 وقرارات الشرعية الدولية ومرجعية مدريد القائمة على أساس الأرض مقابل السلام وخارطة الطريق واستغلال الأجواء المستجدة التي أنعشت الآمال في استئناف العملية السلمية وما يمثله ذلك من فرصة لإعادة قوة الدفع لها من أجل التوصل إلى السلام العادل والشامل الذي لا يمكن أن يتحقق إلا بانسحاب إسرائيل الكامل من الأراضي العربية المحتلة في فلسطين والجولان العربي السوري المحتل ومزارع شبعا إلى خط الرابع من يونيو/حزيران 1967 وإقامة الدولة الفلسطينية المستقلة وعاصمتها القدس الشريف وحل مشكلة اللاجئين الفلسطينيين حلا عادلا يتفق عليه طبقا لقرار الجمعية العامة للأمم المتحدة رقم 194 لعام 1948 ورفض كل أشكال التوطين الفلسطيني الذي يتنافى ومبادئ القانون الدولي والوضع الخاص في البلدان العربية المضيفة.
- التشديد على أن عملية السلام كل لا يتجزأ وأن السلام العادل والشامل الذي تتطلع إليه شعوب المنطقة لن يتحقق إلا بعودة الحقوق العربية كاملة غير منقوصة إلى أصحابها.
- إعلان الدعم الكامل والمساندة التامة للشعب الفلسطيني في تعزيز وحدته الوطنية وصلابة جبهته الداخلية والإعراب عن التأييد لجهود الحوار الوطني الفلسطيني ودعم صموده في مواجهة ممارسات سلطات الاحتلال الإسرائيلي.
- تثمين دور صندوقي الأقصى وانتفاضة القدس في دعم الاقتصاد الفلسطيني ومساعدة مختلف فئات الشعب الفلسطيني والدعوة لتوسيع قاعدة مواردهما ودعوة أعضاء البنك الإسلامي للتنمية للانضمام للصندوقين وإتاحة الفرصة للمؤسسات الطوعية لتمويل برامج ومشاريع تستجيب لأولويات الحاجة لدى الشعب الفلسطيني.
- الإشادة بالأجواء التي جرت فيها الانتخابات الرئاسية الفلسطينية والتي تعكس الخيار الديمقراطي والتأكيد على مواصلة الدعم للسلطة الوطنية الفلسطينية وتعزيز مواردها والتضامن المطلق مع الشعب الفلسطيني لاستعادة حقوقه الشرعية في إطار الثوابت والمبادئ التي أرستها القمم العربية.
- الإعراب عن تضامننا المطلق مع سوريا الشقيقة إزاء ما يسمى «قانون محاسبة سوريا» واعتباره تجاوزا لمبادئ القانون الدولي وقرارات الأمم المتحدة والتأكيد على ضرورة تغليب منطق الحوار والتفاهم لحل الخلافات بين الدول.
- تجديد التأكيد على وحدة أراضي العراق واحترام سيادته واستقلاله والدعوة إلى تنفيذ قرار مجلس الأمن رقم 1546 لعام 2004 القاضي بتمكين العراق من استعادة كامل سيادته وإنهاء الوجود العسكري الأجنبي فيه.
- الحفاظ على علاقات الإخوة العربية الإيرانية ودعمها وتطويرها ودعوة الحكومة الإيرانية إلى التجاوب مع موقف دولة الإمارات العربية المتحدة الداعي إلى إتباع الإجراءات القانونية والوسائل السلمية لاستعادة جزرها الثلاث.
- الترحيب بالتوقيع على اتفاق السلام في جنوب السودان والتأكيد على التضامن معه ومساندة الجهود التي تبذلها الحكومة السودانية لمعالجة الوضع في إقليم دارفور ودعوة كافة الأطراف الإقليمية والدولية المعنية للعمل على إيجاد حل سلمي عاجل لهذه القضية بما يحقق وحدة السودان ويحفظ سيادته وسلامته بعيدا عن أساليب الضغوط الأجنبية.
- الإشادة بالتطورات الإيجابية في الصومال والمتمثلة في انتخاب رئيس للجمهورية وبرلمان فدرالي انتقالي كخطوة هامة في طريق استرجاع الصومال لوحدته واستقراره وأمنه وإقرار دعم مالي عاجل للحكومة الصومالية عن طريق صندوق دعم الصومال لمواجهة الاحتياجات العاجلة لها.
- التأكيد على الوحدة الوطنية لجمهورية القمر المتحدة وسلامة أراضيها وسيادتها الإقليمية.
- التشديد على ضرورة إصلاح النظام الدولي بما يمكن الأمم المتحدة من زيادة فعاليتها وكفاءتها وقدرتها والمطالبة بتوسيع العضوية الدائمة في مجلس الأمن الدولي وتمكين مختلف التجمعات والثقافات في العالم من المشاركة في إدارة النظام الدولي وبما يعكس مبدأ الشراكة الدولية ويحقق التوازن والعدالة والمساواة في المنظومة الدولية.
- الإدانة الشديدة للإرهاب بجميع أشكاله ومظاهره واستنكار الجرائم التي ترتكبها المجموعات الإرهابية التي تشكل انتهاكات جسيمة للحقوق الأساسية للإنسان وتمثل تهديدا للسلامة الوطنية للدول العربية وأمنها وزعزعة استقرارها والدعوة لعقد مؤتمر دولي تحت إشراف الأمم المتحدة ووضع تعريف للإرهاب وعدم الخلط بين الإسلام والإرهاب والتفريق بين هذا الأخير وحق الشعوب في مقاومة الاحتلال.
- الترحيب بعقد القمة الأولى بين الدول العربية ودول أميركا الجنوبية لإرساء فضاء من التعاون والتضامن والحوار البناء بين المجموعتين.
-مواصلة بذل الجهود لتعزيز التعاون العربي الأفريقي وتفعيله بما في ذلك عقد اجتماع اللجنة الوزارية الدائمة تمهيدا لعقد مؤتمر القمة الثاني للتعاون العربي الأفريقي.
- استئناف الحوار العربي الأوروبي وتكثيف الاتصالات لتنشيط العلاقات بين المجموعتين.
- العمل على إقامة جسور للتعاون والشراكة بين الدول العربية والدول الفاعلة في العالم.
- تثمين الجهود التي بذلتها الجمهورية الجزائرية الديمقراطية الشعبية في سبيل دعم العمل العربي المشترك وخاصة من خلال استضافتها ودعمها المستمر والمتواصل للمعهد العربي العالي للترجمة ومشروع الذخيرة اللغوية العربية والمركز العربي للوقاية من أخطار الزلازل والكوارث الطبيعية الأخرى والمعهد العربي للثقافة العمالية وبحوث العمل.
- الإعراب عن بالغ الامتنان للجزائر أرض النضال والتحرر ولفخامة الرئيس عبد العزيز بوتفليقة رئيس الجمهورية وللحكومة والشعب الجزائري على استضافة مجلس جامعة الدول العربية على مستوى القمة في دورته العادية السابعة عشرة، والتقدير العالي لما وفرته الجزائر من رعاية كريمة وعناية فائقة ودقة في الإعداد للقمة العربية بالتشاور مع باقي الدول العربية والأمانة العامة لجامعة الدول العربية.
- الإشادة بالجهد المتميز الذي بذله فخامة الرئيس عبد العزيز بوتفليقة في إدارته لجلسات قمتنا والحكمة والتبصر اللذين تحلى بهما في تسيير أعمال هذه القمة وإنجاحها والتأكيد على الثقة الكاملة في قيادته الرشيدة على رأس القمة العربية لدفع دفة العمل العربي المشترك نحو تحقيق المزيد من الإنجازات واستعادة روح المبادرة الجماعية التي تعزز التضامن والتآزر بين أفراد الأسرة العربية وتصون مصالحها المشتركة مع التنويه بالجهود التي يبذلها السيد عمرو موسى الأمين العام لجامعة الدول العربية في النهوض بالعمل العربي المشترك.
صدر في الجزائر يوم 23 مارس/آذار 2005.